# Цицикарский протокол
Цицикарский протокол, называемый в китайских источниках Договор о границе у станции Маньчжурия (кит. упр. 满洲里界约) — договор о пограничном размежевании в районе реки Аргунь; последний из договоров о границе между Российской и Цинской империями.

## История
Прохождение границы между двумя империями в верховьях Амура было зафиксировано ещё Нерчинским договором 1689 года, и более двухсот лет не пересматривалось. Однако в связи со строительством в начале XX века Китайской Восточной железной дороги приграничные земли начали заселяться, монгольские пограничные караулы были заменены китайской пограничной стражей, и возникла необходимость в редемаркации участка границы от горы Тарбагандаху до реки Аргунь. В апреле 1909 года цинское Министерство иностранных дел официально обратилось к российской стороне с просьбой назначить совместную пограничную комиссию, однако ещё в феврале 1909 года российский посланник И. Я. Коростовец в своем донесении министру иностранных дел предложил послать комиссию для детального обследования спорного участка границы. В начале мая для исследования границы на месте иркутским генерал-губернатором был командирован подполковник генерального штаба Н. А. Жданов; к концу 1909 года предварительное изучение местности было завершено. Обнаружилось, как писал Коростовец, что граница «даже на китайских картах показана в направлении более для нас выгодном и соответствующем договорным постановлениям». По его мнению, при заключении в 1727 году Буринского договора, уточнившего линию границы, река Аргунь была отождествлена с т. н. «Мутной Протокой», впадение которой в озеро Далай-Нор было принято за верховья Аргуни; в случае исправления границы в соответствии с тем, как она должна была бы проходить в соответствии с договорами, железнодорожная станция Маньчжурия и посёлок при ней должны были бы оказаться на российской стороне. К сдвигу границы также приводило и то, что река Аргунь во время разливов больше подмывала российский берег, являвшийся более пологим, в результате чего её фарватер постепенно сдвигался на север, оставляя китайской стороне всё новые и новые острова.
В феврале 1910 года Н. А. Жданов был назначен председателем русской разграничительной комиссии. В качестве помощника к нему был прикомандирован находившийся в Хайларе чиновник Министерства иностранных дел Усатый. 17 мая 1910 года на станции Маньчжурия состоялось первое заседание русско-китайской разграничительной комиссии. Стороны согласились руководствоваться в работе монгольским текстом договора 1727 года, монгольский же язык был признан основным в работе комиссии. 23 мая через станцию проезжал сам И. Я. Коростовец, давший личные указания российским членам комиссии. Так как переговоры быстро зашли в тупик, был объявлен перерыв в работе комиссии.
В конце 1910 года китайские министры сделали Коростовцу предложение: после окончания работ смешанной комиссии назначить с обеих сторон двух комиссаров в высшем чине, снабдив их более широкими полномочиями. Съехавшись в каком-нибудь пункте Маньчжурии, комиссары должны были бы проверить и согласовать достигнутые к тому времени результаты и, если бы удалось, устранить разногласия, а затем провести само разграничение на месте и подписать окончательный протокол и карты. 27 января 1911 года российское Министерство иностранных дел ответило согласием на это предложение; главой русской делегации на предстоящих переговорах был назначен генерал-майор Евфимий Семёнович Путилов. Главой китайской делегации на переговорах был назначен губернатор провинции Хэйлунцзян Чжоу Шумо.
Заседания комиссии по разграничению начались 10 июня 1911 года в Цицикаре. Переговоры вновь зашли в тупик из-за разногласий в толковании географических терминов. В донесении, датированном 21 июня, русский консул в Цицикаре С. В. Афанасьев сообщал, что китайская сторона неофициальным образом предложила компромиссное решение спора о пересмотре границы. Начальник Главного дипломатического бюро Ту в частной беседе заявил Афанасьеву, «что дело по разграничению идет очень медленно и что спорная местность совершенно не оправдывает тех расходов, которые оба правительства несут уже в продолжение трех лет на исследование и восстановление границы, и, — по его мнению, — было бы справедливым, ввиду того что, — как ему кажется, — обе комиссии не вполне уверены в действительности тех границ, которые они отстаивают, и местность, оспариваемая ими, пустынна, — поделить спорную местность пополам». Русские дипломаты решили пойти навстречу китайской стороне, если та официально предложит соглашение на основе взаимных уступок.
В октябре 1911 года был достигнут компромисс в вопросе раздела островов на Аргуни, но китайская сторона категорически отказалась передавать России посёлок Маньчжурия. Учитывая нарастание в Китае революционной волны, царское правительство решило как можно скорее заключить договор о редемаркации границы, и было решено согласиться с проведением границы так, чтобы посёлок Маньчжурия отошёл Китаю, подчеркнув при этом, что это является лишь дружеской уступкой, а отнюдь не признанием справедливости требований китайской стороны.
7 декабря 1911 года Цицикарский договорный акт был подписан обеими сторонами. Текст Цицикарского протокола и документов разграничительной комиссии не предусматривал их ратификации или какой-либо особой регистрации сторонами; они вступали в действие с момента их подписания, что было подтверждено и специальной договоренностью путём обмена нотами между Русской миссией в Пекине и Министерством иностранных дел Китая. Однако реальная демаркация границы на местности затянулась на долгие годы.